# Michail Leonovič Gasparov
Michail Leonovič Gasparov, rusky Михаил Леонович Гаспаров (13. dubna 1935, Moskva – 7. listopadu 2005, Moskva) byl ruský filolog, versolog, literární historik, spisovatel a překladatel starověké, středověké i moderní poezie a prózy. Jeho dílo bylo ohodnoceno významnými cenami i stálým čtenářským zájmem.

## Původ

### Matka
Babička z matčiny strany pocházela z městečka Šuja v horním Povolží. Prostředí malého města nenáviděla a jako prostředek k opuštění nenáviděného prostředí si zvolila sňatek s Alexandrem Njurenbergem, mužem, který „vybočoval elegantním zjevem, v buřince a s nakrouceným kníry, s mužem, který se s velkolepými plány vrátil z Ameriky“. Časem však zjistila, že v Americe pracoval jako žehlič v prádelně a jeho předrevoluční profese obchodního agenta, stejně jako porevoluční posice zásobovače lékáren, nabízela rodině prostředí ještě zapadlejších míst, než byla samotná Šuja. S dcerou Jelenou se odstěhovala do Moskvy, kde živořila ze skrovných a nepravidelných příspěvků manžela na rodinu. K nenávisti k rodnému prostředí přidala ještě nenávist k manželovi. Když se pokusil na penzi usadit u své rodiny v Moskvě, vypudila ho pod pohrůžkou namletí skla do kaše.
Matka Jelena Alexanadrovna Njurenbergová Budinská (1909 – 1991) se provdala za Arména z Náhorního Karabachu, důlního inženýra Lea Maximoviče Gasparova. I její manželství probíhalo bez citových projevů. Rodiče manžela, kteří mluvili pouze arménsky, navštívila pouze jednou. Profese důlního inženýra byla spojena s častým odloučením od rodiny, delší čas spolu pobyli pouze v Zabajkalí během evakuace z Moskvy. Tehdy však každý týden chodila i v největších mrazech několik kilometrů na poštu pro dopisy od svého milence. Její matka jí popsala jako chladnokrevnou. V době Michailova dětství pracovala v redakci časopisu Bezbožník, což byl tiskový orgán Ligy militantních ateistů vedený Jemeljanem Jaroslavským. Po válce nastoupila na postgraduální studium na Filozofickém ústavu Akademie věd SSSR, kde pod vedením Sergeje Rubinštějna pracovala ve výzkumu psychologie a její vazby na přírodní vědy. V pracovním poměru používala výhradně příjmení po své matce. Gasparov na svou matku vzpomínal jako na osobnost pracovitou, tvrdou, které se neodvažoval odporovat a kterou nikdy neviděl se smát.

### Otec

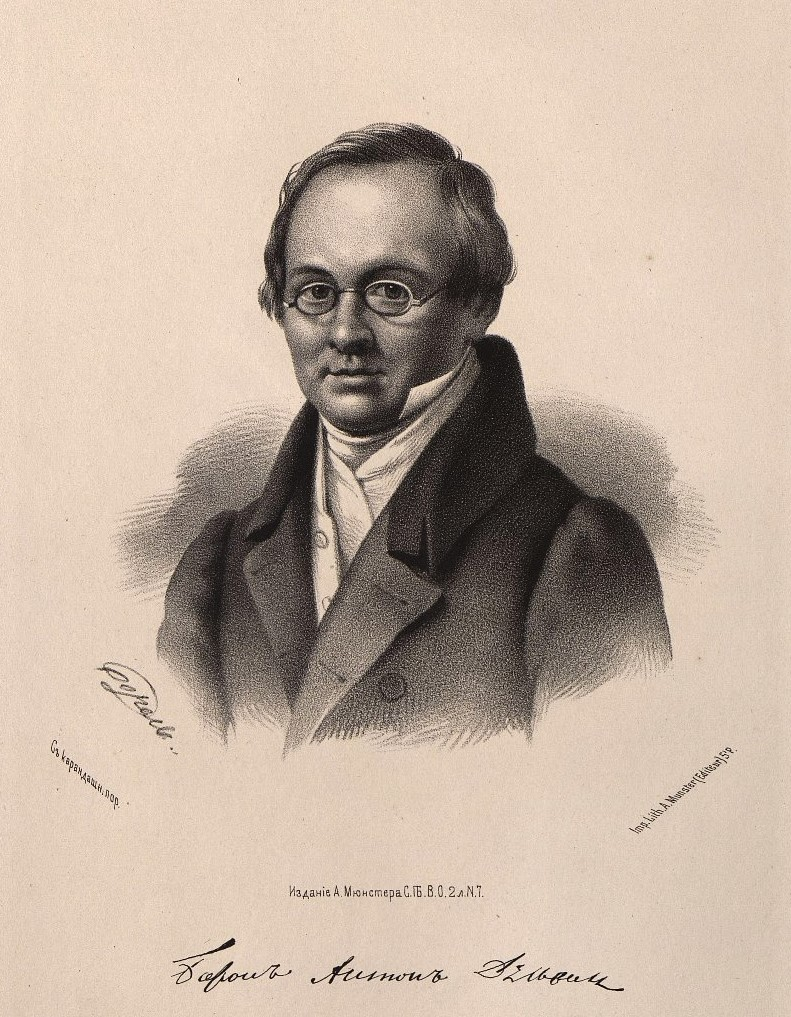
Anton A. Delvig (1798–1831)

Leo Maximovič Gasparov s vysokou pravděpodobností otcem Michaila Gasparova nebyl. Manželství bylo rozvedeno ještě za války. Do rodiny pravidelně docházel matčin kolega z redakce Bezbožnika. Ve svých pamětech ho Gasparov označuje vždy pouze jako D. E ..Když jednou malý Michail v knížce o Puškinovi uviděl obraz Puškinova přítele a spolužáka Antona Antonoviče Delviga, ukázal babičce, jak je D. E. Delvigovi podobný. Tehdy mu babička odpověděla: “Copak nevidíš, jak je Delvig tobě podobný?“ Michail měl o čem přemýšlet. V této době byla rodina bez otce zcela běžná a Michail úlohu otce v rodině vnímal jako zbytečnou podpůrnou souhlásku v rýmu. Doma měl zakázáno se o problematiku zajímat, k přežití bylo nutné nevyčnívat, pokud možno se s nikým neznat stejně jako o nikom nic nevědět. Navíc genetika byla oficiálně považována za pavědu. Až když D.E. zemřel, řekla matka Michailovi, že jeho otcem byl on a jediné, co časem k němu dodala bylo, že uměl výborně ukrajinsky a byl srbského či bulharského původu. Gasparov začal hledat podobnosti svých schopností s projevy D. E. Vzpomínal na jeho elegantní redaktorský styl, kromě jiného i na to, že pracovníci Byzantského ústavu mu krátce po jeho smrti v úvodu své publikace poděkovali formou krátkého úvodního textu. Skutečně v úvodu publikace z roku 1959 Dvě byzantské kroniky 10. století lze najít v začátku úvodní text „K blahé paměti Dmitrije Jefimoviče Michněviče“.

## Životopis
Michail Gasparov se narodil do matriarchální rodiny na počátku velkých stalinských čistek. Tyto dvě skutečnosti zásadním způsobem ovlivnily vývoj jeho osobnosti v dětství, které prožil s babičkou a matkou v dvoupokojovém bytě v Moskvě. Výjimkou bylo období první zimy války, kterou rodina strávila v zabajkalské Čitě a později ve Sverdlovsku. Evakuací způsobený skluz začátku školní docházky vyřešil nástupem přímo do druhého ročníku. V roce 1952 nastoupil na Filosofickou fakultu Moskevské státní university. V tomto období mezi Stalinovy projekty patřila i reforma školství spojená s budováním systému klasických gymnázií, s oddělenou výukou, školními uniformami a výukou latině. Požadavky na množství učitelů latiny způsobily, že na oddělení klasických jazyků nastoupilo 25 studentů, z toho pouze dva dobrovolně. Po Stalinové smrti většina studentů využila možnosti studia latiny ukončit a přejít na praktické obory. Gasparov se tak nacházel v oboru klasické filologie značně osamocený, neexistovala žádná komunikace, žádná návaznost. V roce 1954 se oženil s redaktorkou  Alevtinou Michajlovnou Zotovou. Z manželství se narodily dvě děti, psycholožka Jelena Gasparovová-Volkovová (*1956) a spisovatel, básník a vývojář her Vladimír Gasparov, působící pod pseudonymem Ilja Okazov (1964–2020).
Studia klasického oboru filologické fakulty Moskevské státní univerzity ukončil v roce 1957. Po studiích nastoupil na oddělení starověké literatury Ústavu světové literatury Akademie věd SSSR, kde pracoval až do roku 1990. Spolupracoval s Moskevsko-tartuskou sémiotickou školou, kde byl vůdčím členem matematicko-filologické skupiny, vedené akademikem Andrejem Nikolajevičem Kolmogorovem. Byl jedním ze zakladatelů Katedry historie a teorie světové kultury na Filozofické fakultě Moskevské státní univerzity. Od roku 1990 byl členem korespondentem Akademie věd SSSR a od roku 1992 akademikem Ruské akademie věd.
Po rozpadu Sovětského svazu Gasparov využil příležitosti „odejít ze starověku“ a nastoupil do Ústavu ruského jazyka Ruské akademie věd, později zde v letech 2002–2005 vedl Ústav strukturní lingvistiky a lingvistické poetiky. Předsedal společnosti Mandelstam Society.
10. dubna 2005 byl pokřtěn podle pravoslavného obřadu. Zemřel 7. listopadu 2005 v Moskvě, kde byl i pohřben.

## Osobnost
Exteriér Michaila Gasparova byl naprosto charakteristický. Vysoký, štíhlý, v pozdějším věku až asketicky hubený, trpěl od školního věku krátkozrakostí a silně dioptrické brýle byly nedílnou součástí jeho vzhledu. Po celý život překonával koktavost a na konci života téměř ohluchl. Mezi přáteli a kolegy byl znám jeho asketický přístup k jídlu a pití. Udivoval nejen šíří svých zájmů, ale především svým šestnáctihodinovým pracovním dnem. Ve svých pamětech vzpomíná na pobyt v nervovém sanatoriu, kde mu lékaři zakázali pracovat třináct hodin denně a povolili mu pouze jedenáct hodin. Ve vzpomínkách přátel lze vždy nalézt poukazy na nepraktičnost a neprůbojnost v běžném životě, stejně jako ochotu k jakékoli nápomoci. Sám jako svou základní charakteristickou vlastnost uváděl plachost. Každý, kdo poznal Michaila Leonoviče, zaznamenává jeho zdvořilost a jemnost. V pracovním životě však dobře věděl, jak se postavit sám za sebe a urputně bojoval s tím, co se mu zdálo být špatné, i když to někdy udělal tak elegantně, že si nepřítel ani neuvědomil, že je poražen.
Den po jeho smrti 8. listopadu 2005 vzpomenuli jeho památku na Shakespearovské konferenci ve Ward Elliot Institute v Kalifornii slovy: „ Michail Leonovič  Gasparov byl úžasný, pozoruhodný talent (možná dokonce génius), skvělý, vřelý přítel, maják a příklad pro nás všechny. Vždy bude žít v naší paměti a jeho díla budou čtena ještě za sto let, možná více.“

## Dílo
V díle Michaila Gasparova se odráží mimořádný objem znalostí kombinovaný se schopností udržet v celém rozsahu prací významovou rovnováhu. Tato schopnost je přirozeným důsledkem celoživotního hledání vztahů mezi slovy a matematickými vztahy. Za své dílo Michail Gasparov obdržel Státní cenu Ruské federace(1994), cenu Iluminátora(1995), Malou Bookerovu cenu(1997), cenu Andreje Bělyho(1999) a  cenu A. S. Puškina(2004).
Napsal kolem 300 prací, publikovaných v úzce odborných periodikách i v knižním vydání při velkých nákladech, přeložených do významných jazyků. Následující přehled je výběrem nejpodstatnějšího.

### Překlady ze starověké, středověké i moderní literatury
Bajky Faedra a Babria (1962)
Suetonius: Životopisy dvanácti císařů (1964)
Ezopovy bajky (1968)
V letech 1970 – 2003 připravil k publikaci překlady Horatia, Cicera, Ovidia, Dionýsia z Halikarnassu, Díogéna Laertia, Pindara, Aristotela a mnoha dalších z tzv. „neprávem zapomenuté druhé třídy“.  
Ludovico Ariosto: Zuřivý Roland (1993)
Georg Heym: Básně (2002)

### Versologie
Současný ruský verš, metrika a rytmika (1974)
Nástin historie ruského verše (1984)
Ruské verše 1890–1920 s komentáři (1993)

#### Nástin historie evropského verše (1989)
Kniha je dílem unikátním a je snahou o vytvoření konceptu dějin evropského verše od praindoevropských zdrojů po poezii 20. století, který čeká na své odpůrce, editory i pokračovatele. Mezi zdrojovými jazyky se vyskytuje i čeština ve středověké i novověké podobě (citována je Dalimilova kronika a Máchův Máj). Po anglickém a italském překladu se mezi další jazyky dostala i čeština. Nástin evropského verše s dodatkem o hebrejském verši vydalo nakladatelství Dauphin v roce 2012 v brožované podobě.

### Poezie
Vlastní básně publikoval pod pseudonymem T. A. Jaščuk, pod svým jménem otiskl báseň Caligula.
Vytvořil experimentální překlady starověkých i středověkých autorů, přinášející do původního obsahu nový zvuk.

### Knižní vydání
Antická literární bajka (Faedrus a Babrios) (1971)
Povídky Herodota o řecko-perských válkách (2000)
O antické poezii-Básníci, poetika, rétorika (2000)
Kapitolská vlčice – Řím do císařů (2008)

#### Zábavné Řecko
Gasparov knihu napsal původně pro školní mládež a ležela v šuplíku přes deset let. Po svém vydání v roce 1995 se stala světovým bestsellerem. Obrovský rozsah starověkých řeckých dějin autor zpracoval v nevelkých stejně objemných kapitolách s dokonalým významovým rozložením. Hlavní vlastností této práce je tak mimořádná čtivost doprovázená hodnotnou a dlouhodobou pedagogickou stopou. Český překlad vyšel pod názvem Na počátku bylo Řecko v nakladatelství ART SLOVO v roce 2004 v brožovaném vydání.